# Goura sclaterii
La gura di Sclater (Goura sclaterii Salvadori, 1876) è una specie della famiglia dei Columbidi endemica delle foreste della Nuova Guinea.

## Descrizione
La gura di Sclater è lunga dai 66 ai 73 cm e pesa dai 2,00 ai 2,24 kg. La specie non presenta un evidente dimorfismo sessuale e sia i maschi che le femmine hanno un piumaggio grigio-bluastro con il petto di un inteso marrone scuro tendente al rosso. Il capo è sormontato da una cresta a ventaglio, tipica del genere Goura, schiacciata antero-posteriormente di colore grigio-bluastro chiaro. Gli occhi sono di color rosso accesso e sono contornati da una area di blu intenso. La parte finale delle penne della coda è grigia, mentre la parte terminale delle ali è bianca con macchie tondeggianti brune.

## Distribuzione e habitat
La gura di Sclater è endemica della Nuova Guinea dove abita le foreste a sud della Cordigliera centrale. In particolare questa specie si ritrova dal fiume Timika, nella reggenza di Mimika nella Papua Indonesiana, sino al fiume Fly, nella provincia Occidentale a sud e al fiume Kikori, nella Provincia del Golfo (Papua Nuova Guinea), ad est.

## Tassonomia
La specie è non presenta sottospecie ed è stata descritta nel 1876 dall'ornitologo Tommaso Salvadori che la dedicò al collega Philip Sclater. 
La gula di Sclater è stata a lungo considerata una sottospecie di Goura scheepmakeri per via delle somiglianze nella colorazione del piumaggio, tuttavia studi molecolari la posizionano come specie a sé. Inoltre, sempre da studi su base molecolare, si è visto come questa specie sia più affine alla gura occidentale che non alle altre specie dello stesso genere.

## Conservazione
La Lista rossa IUCN classifica Goura sclaterii come specie prossima alla minaccia di estinzione (Endangered).